# Radio Ethiopia
Radio Ethiopia (с англ. — «Радио Эфиопия») — второй студийный альбом Патти Смит, изданный в октябре 1976 года фирмой Arista Records.

## Об альбоме
В отличие от её дебютного альбома, Horses, Radio Ethiopia был встречен критиками прохладно: Смит обвиняли в том, что она «продалась» (по её собственным словам, певица рассчитывала сделать новый альбом более коммерчески ориентированным), обращали внимание на то, что саунд-продюсер не вполне справился со своей задачей. Музыка становится более жёсткой и «примитивной» («Ask the Angels», «Pumping (My Heart)»); вместе с тем, на Radio Ethiopia вошли и такие сложные, экспериментальные вещи, как 10-минутная заглавная композиция («Radio Ethiopia»/«Abyssinia»).
Джим Маршалл: 

Музыка Патти меня полностью захватила… Но потом меня разочаровал её второй альбом, «Radio Ethiopia». Он был несколько более коммерческим и несколько более авангардистским — коммерция и авангард в одном флаконе. Я не врубился. Я не знал, что с ним делать.— «Прошу, убей меня!» Легс Макнил, Джиллиан Маккейн. 1997.
Альбом был посвящён памяти Артюра Рембо и Константена Бранкузи. На обложке была размещена фотография Патти, сделанная Джуди Линн; с обратной стороны была напечатана надпись «Свободу Уэйну Крамеру!» (Free Wayne Kramer), который в то время находился в тюрьме по обвинению в торговле наркотиками.

## Список композиций
Все песни, за исключением особо отмеченных, написаны Патти Смит и Иваном Кралом.
1. «Ask the Angels» — 3:07
2. «Ain’t It Strange» — 6:35
3. «Poppies» (Патти Смит, Ричард Сол) — 7:05
4. «Pissing in a River» — 4:41
5. «Pumping (My Heart)» (Патти Смит, Иван Крал, Джей Ди Доэрти) — 3:20
6. «Distant Fingers» (Патти Смит, Аллен Ланьер) — 4:17
7. «Radio Ethiopia» (Патти Смит, Ленни Кей) — 10:00
8. «Abyssinia» (Патти Смит, Ленни Кей, Ричард Сол) — 2:10

В CD-версию альбома был также включен бонус-трек — Chiklets (6:23).

## Участники записи
- Патти Смит — вокал, гитара
- Ленни Кей — бас, гитара, вокал
- Джей Ди Доэрти[англ.] — ударные, перкуссия
- Иван Крал — бас-гитара, гитара
- Ричард Сол — клавишные